# Малокарабчіївська сільська рада
Малокарабчіївська сільська́ ра́да — адміністративно-територіальна одиниця та орган місцевого самоврядування в Дунаєвецькому районі Хмельницької області. Адміністративний центр — село Малий Карабчіїв.

## Загальні відомості
Малокарабчіївська сільська рада утворена в 1993 році.
- Територія ради: 14,603 км²
- Населення ради: 503 особи (станом на 2001 рік)

## Населені пункти
Сільській раді підпорядковані населені пункти:
- с. Малий Карабчіїв

## Склад ради
Рада складається з 15 депутатів та голови.
- Голова ради: Важинський Віталій Пилипович
- Секретар ради: Макалюк Людмила Іванівна

### Керівний склад попередніх скликань
| Прізвище, ім'я, по батькові  | Основні відомості                                                                       | Дата обрання | Дата звільнення |
| ---------------------------- | --------------------------------------------------------------------------------------- | ------------ | --------------- |
| Важинський Віталій Пилипович | Сільський голова, 1967 року народження, освіта середня спеціальна, член Народної партії | 26.03.2006   | 31.10.2010      |
| Важинський Віталій Пилипович | Сільський голова, 1967 року народження, освіта середня спеціальна, безпартійний         | 31.10.2010   |                 |

Примітка: таблиця складена за даними сайту Верховної Ради України

### Депутати
За результатами місцевих виборів 2010 року депутатами ради стали:

#### За суб'єктами висування
| Суб'єкт висування | Кількість обраних депутатів | %   |
| ----------------- | --------------------------- | --- |
| Самовисування     | 15                          | 100 |

#### За округами
| № округу | Прізвище, ім'я, по батькові        | Дата визнання обраним | Освіта             | Партійна приналежність | Відомості про обраного депутата                                              |
| -------- | ---------------------------------- | --------------------- | ------------------ | ---------------------- | ---------------------------------------------------------------------------- |
| 1        | Обєдін Сергій Вікторович           | 03.11.2010            | середня            | позапартійний          | ТОВ «Вікторія АГРО», тракторист                                              |
| 2        | Заворотний Володимир Іванович      | 03.11.2010            | середня            | позапартійний          | тимчасово не працює                                                          |
| 3        | Важинська Ніла Пилипівна           | 03.11.2010            | середня спеціальна | позапартійна           | Малокарабчіївський фельдшерсько-акушерський пункт, медсетра                  |
| 4        | Стельмах Алла Миколаївна           | 03.11.2010            | середня спеціальна | позапартійна           | Малокарабчіївський фельдшерсько-акушерський пункт, акушерка                  |
| 5        | Заклецька Євгена Василівна         | 03.11.2010            | середня спеціальна | позапартійна           | пенсіонер                                                                    |
| 6        | Боднарчук Володимир Анатолійович   | 03.11.2010            | вища               | позапартійний          | ТОВ "Вікторія АГРО, тракторист                                               |
| 7        | Заворотний Олександр Броніславович | 03.11.2010            | середня спеціальна | позапартійний          | Малокарабчіївська школа І-ІІ ст., кочегар                                    |
| 8        | Григор'єв Валентин Мар'янович      | 03.11.2010            | середня            | позапартійний          | Малокарабчіївська школа І-ІІ ст., кочегар                                    |
| 9        | Гура Станіслава Борисівна          | 03.11.2010            | середня спеціальна | позапартійна           | пенсіонер                                                                    |
| 10       | Фурман Віталій Іванович            | 03.11.2010            | середня спеціальна | позапартійний          | приватний підприємець                                                        |
| 11       | Іванус Леоніда Антонівна           | 03.11.2010            | вища               | позапартійна           | Малокарабчіївська школа І-ІІ ст., вчитель                                    |
| 12       | Тхорецький Володимир Іванович      | 03.11.2010            | середня            | позапартійний          | ТОВ "Вікторія АГРО, завгосп                                                  |
| 13       | Кушнір Григорій Степанович         | 03.11.2010            | вища               | позапартійний          | Малокарабчіївська школа І-ІІ ст., директор Малокарабчіївської школи І-ІІ ст. |
| 14       | Щуплан Людмила Іванівна            | 03.11.2010            | середня спеціальна | позапартійна           | ТОВ "Вікторія АГРО, обліковець                                               |
| 15       | Макалюк Людмила Іванівна           | 03.11.2010            | вища               | позапартійна           | Малокарабчіївська сільська рада, секретар Малокарабчіївської сільської ради  |